# Grand Prix van Centraal-Anatolië
De Grand Prix van Centraal-Anatolië is een voormalige eendagswielerwedstrijd in Turkije die in 2020 voor het eerst werd georganiseerd. De start en finish waren in Develi in de provincie Kayseri.

## Mannen
Bij de mannen maakt de koers deel uit van de UCI Europe Tour, met de categorie 1.2.

### Podia
| Jaar | Datum | Afstand | Winnaar            | Tweede        | Derde            |
| ---- | ----- | ------- | ------------------ | ------------- | ---------------- |
| 2020 | 15-09 | 132 km  | Mychajlo Kononenko | Vitalij Boets | Fabricio Ferrari |

### Overwinningen per land
| Overwinningen | Land     |
| ------------- | -------- |
| 1             | Oekraïne |

## Vrouwen

### Podia
| Jaar | Datum | Afstand | Winnaar        | Tweede             | Derde                |
| ---- | ----- | ------- | -------------- | ------------------ | -------------------- |
| 2020 | 15-09 | 107 km  | Tamara Dronova | Valeriya Kononenko | Yelyzaveta Oshurkova |

### Overwinningen per land
| Overwinningen | Land    |
| ------------- | ------- |
| 1             | Rusland |

2005 · 
2006 · 
2007 · 
2008 · 
2009 · 
2010 · 
2011 · 
2012 · 
2013 · 
2014 · 
2015 · 
2016 · 
2017 ·
2018 ·
2019 ·
2020 ·
2021 ·
2022 ·
2023 ·
2024 ·
2025
Belangrijkste etappewedstrijden

Internationaal Wegcriterium · Driedaagse Brugge-De Panne · Ronde van de Alpen · Vierdaagse van Duinkerke · Ronde van Beieren · Ronde van Noorwegen · Ronde van België · Ronde van Luxemburg · Ronde van Oostenrijk · Ronde van Wallonië · Ronde van Burgos · Ronde van Denemarken · Arctic Race of Norway · Ronde van Groot-Brittannië
Belangrijkste eendaagse wedstrijden

Trofeo Laigueglia · GP Lugano · GP Nobili Rubinetterie · Dwars door Vlaanderen · Scheldeprijs · Brabantse Pijl · GP Kanton Aargau · Brussels Cycling Classic · GP Fourmies · Primus Classic Impanis-Van Petegem · Ronde van de Drie Valleien · Milaan-Turijn · Ronde van Piemonte · Ronde van het Münsterland · Ronde van Emilia · Parijs-Tours · GP Bruno Beghelli